# Depla
Depla, también conocido como Dipla, es un barrio rural   del municipio filipino de primera categoría de Taytay perteneciente a la provincia  de Paragua en Mimaro,  Región IV-B.
En 2007 Depla contaba con 735 residentes.

## Geografía
El municipio de Taytay se encuentra situado en la isla de Paragua, al norte de la misma.
Limita al norte con el municipio de El Nido, barrios de Bebeladán, Bagong-Bayán y Otón, oficialmente Mabini; al  suroeste con el municipio de San Vicente, al sur con el de Roxas; y al sureste con el de Dumaran. En la parte insular se encuentra la bahía de Malampaya y varias islas adyacentes, tanto en la costa este, mar de Joló como en la  oeste, Mar del Oeste de Filipinas.
Este barrio de Depla ocupa la parte norte de la isla de Maitiaguit, una de las islas adyacentes en el mar de Joló, situada frente al barrio de Silanga en la parte continental. Comprende los islotes de Bubolongán y de Malaconiao, ambos situados al norte. La porción sur de la isla corresponde al barrio de Maitiaguit  (Meytegued).
Al norte se encuentra la isla de Batas situada frente a la isla de Imorigue que forma parte del barrio de Nueva Ibajay (New Ibajay) en el vecino municipio de El Nido.
Al este de Depla, separado por la bahía de Maitiaguit (Maytiguid Bay), se encuentra el barrio de  Casián en la isla que lleva su nombre, y las siguientes, descritas de norte a sur: Pangisián, islas de Butacán, Malcorot, Calabugdong, Makeriben, Binga, Flower, Cagdanao, Maubanen, Dinet y el islote de Ginlap.

### Demografía
El barrio  de Depla contaba  en mayo de 2010 con una población de 1.013 habitantes.

## Historia
Taytay formaba parte de la provincia española de  Calamianes, una de las 35 del archipiélago Filipino, en la parte llamada de Visayas. Pertenecía a la audiencia territorial  y Capitanía General de Filipinas, y en lo espiritual a la diócesis de Cebú.